# Mussolini: ostatni akt
Mussolini: ostatni akt (wł. Mussolini ultimo atto) – włoski dramat historyczno-biograficzny z 1974 roku w reżyserii Carla Lizzaniego.

## Fabuła
Fabularyzowana historia czterech ostatnich dni życia Benito Mussoliniego, ukazana na tle końcowych dni II wojny światowej we Włoszech. Porzucony przez wszystkich dyktator Włoch bez powodzenia usiłuje zbiec do neutralnej Szwajcarii. Pomimo ochrony Niemców, schwytany przez włoskich komunistów zostaje rozstrzelany wraz ze swoją kochanką Clarettą Petacci.

## Obsada
- Rod Steiger – Benito Mussolini
- Franco Nero – Walter Audisio ("Valerio")
- Lisa Gastoni – Clara Petacci
- Lino Capolicchio – "Pedro"
- Henry Fonda – kardynał Schuster
- Giuseppe Addobbati – Raffaele Cadorna jr
- Bruno Corazzari – por. Fritz Birzer
- Giacomo Rossi Stuart – Jack Donati
- Rodolfo Dal Pra – marsz. Graziani
- Manfred Freyberger – Otto Kisnat
- Bill Vanders – por. Fallmeyer

i in.

## Produkcja
Zdjęcia kręcono w Mediolanie oraz w prowincji Como (Como, Cernobbio, Dongo, Grandola ed Uniti, Mezzegra, Moltrasio).